# Saison 1 de La Stagiaire
Chronologie
Saison 2
Cet article présente le guide des épisodes de la première saison de la série télévisée franco-belge La Stagiaire créée par Isabel Sebastian et Laurent Burtin.  Après un épisode pilote diffusé sur France 3, le 3 février 2015, une première saison est diffusée en 2016

## Distribution

### Acteurs principaux
- Michèle Bernier : Constance Meyer
- Arié Elmaleh : Juge Frédéric Filiponi
- Géraldine Loup : Fanny Pelletier, la greffière
- Rémi Pedevilla : Capitaine Sentier
- Anne Loiret : Hélène Clément, la substitut du procureur
- Philippe Lelièvre : Barthélemy dit « Barth » Meyer, mari de Constance
- Clément Moreau : Antoine Meyer, fils de Constance et Barth
- Jeanne Lambert : Alice Meyer, fille de Constance et Barth
- Jacques Hansen : M. Filiponi, père de Fred
- Gladys Cohen : Mme Filiponi, mère de Fred
- Théo Trifard : Alex Filiponi, frère de Fred

## Épisodes
Sauf indication contraire, les informations mentionnées dans cette section peuvent être confirmées par la base de données cinématographiques IMDb,  présente dans la section « Liens externes ».

### Épisode 1: La Chair de ma chair
- Belgique : 7 janvier 2016 sur La Une
- Suisse : 7 janvier 2016 sur RTS Un
- France : 12 janvier 2016 sur France 3

- France : 3,791 millions de téléspectateurs (14,6 %)[1]

- Smadi Wolfman : Cathy Louvion
- Antoine Basler : Alain Louvion
- Nicolas Jouhet : Franck Blancheteau

### Épisode 2: Bien d'exception
- Belgique : 7 janvier 2016 sur La Une
- Suisse : 7 janvier 2016 sur RTS Un
- France : 12 janvier 2016 sur France 3

- France : 3,44 millions de téléspectateurs (14,5 %)[1]

- Hélène de Saint-Père : Caroline Naudon

### Épisode 3: Repose en paix
- Belgique : 14 janvier 2016 sur La Une
- Suisse : 14 janvier 2016 sur RTS Un
- France : 19 janvier 2016 sur France 3

- France : 4,432 millions de téléspectateurs (16,9 %)[2]

- Arièle Semenoff : Marjorie Delauney, mère de Nicolas Delauney
- Arnaud Binard : Nicolas Delaunay
- Sophie Payan : Juge Claire Delaunay
- David Marchal : le médecin de l'hôpital

### Épisode 4: Émanations
- Belgique : 14 janvier 2016 sur La Une
- Suisse : 14 janvier 2016 sur RTS Un
- France : 19 janvier 2016 sur France 3

- France : 3,92 millions de téléspectateurs (16,4 %)[2]

- Sophie Broustal : Mathilde Jacquetti
- Guillaume Faure : Alister Jacquetti
- Suzanne Aubert : Anaïs Jacquetti
- Cédric Weber : Hervé Brouard
- Camille De Leu : India Maklova
- François Cottrelle : Paul Marchais

### Épisode 5: Pas de vagues
- Belgique : 21 janvier 2016 sur La Une
- Suisse : 21 janvier 2016 sur RTS Un
- France : 26 janvier 2016 sur France 3

- France : 4,86 millions de téléspectateurs (18,8 %)[3]

- Yann Sundberg : David Grimm
- Charlie Joirkin : Margot Roussel
- Valérie Leboutte : Mme Roussel
- José Heuze : M. Roussel
- Éric Viellard : Bertrand Lebois
- Jean-Pierre Sanchez : Diego Custado
- Corinne Frandino : Armelle Delale
- Julia Cécillon : Sandra Viemski

### Épisode 6: Résidence surveillée
- Belgique : 21 janvier 2016 sur La Une
- Suisse : 21 janvier 2016 sur RTS Un
- France : 26 janvier 2016 sur France 3

- France : 4,38 millions de téléspectateurs (18,7 %)[3]

- Camille Bardery : Noémie Lestaque
- Jean-Michel Fête : Thibault Lestaque
- Pierre Laplace : Jacques Baroni
- Fréderic Roudier : Fabien Varelle
- Joyce Bibring : Laura Toulouse